# Драган Петровић (крајишки пјевач)
Драган Петровић (Брезово Поље код Глине) српски је пјевач, музичар, хармоникаш и текстописац, извођач крајишке изворне пјесме, оснивач и вођа крајишког састава Звуци Баније, и оснивач и вођа крајишког састава Момци са Баније.

## Биографија
Драган Петровић (Драган са Баније) рођен је у Брезовом Пољу код Глине.
Музиком се почео бавити још у раној младости, негдје од 1980. године, наступајући у Културно-умјетничком друштву Ранко Митић из Глине, чија је мушка пјевачка група (Пјевачи с Баније) снимила албум 1983. године. Такође, у то доба Драган Петровић наступа као пјевач и свирач по црквеним и народним зборовима на Банији.
Први носач звука (музичку касету) снима 2003. године са групом Петрова гора, за издавачку кућу Нина трејд из Београда (из Сурчина).
Године 2006. Петровић учествује у оснивању крајишке групе Звуци Баније. Музички састав Звуци Баније настао је 2006. године у Сремској Митровици. У овој групи наступа као пратећи вокал и као вођа састава. Са овом групом је снимио два музичка албума, за бијељински Реноме, 2006. године и за издавачку кућу Мелодија рекордс 2007. године. Након ове групе, оснива састав Момци са Баније, са којим, за бијељински Реноме, издаје албум 2008. године. Момци са Баније трају до 2013. године. Након овог периода Петровић почиње наступати самостално, као Драган са Баније, односно као Драган Петровић.
Често наступа самостално или са музичким саставом на различитим приредбама и манифестацијама, гдје, осим што пјева, свира и хармонику. Такође, Драган Петровић се бави и писањем текстова. Аутор је одређеног броја крајишких пјесама.

### Музички албуми
Свој први самостални музички албум Драган Петровић је издао за издавачку кућу Мелодија рекордс 2021. године. Албум, који је био у формату компакт-диска, носио је назив Судбина је тако хтјела. Албум је имао седам пјесама. Музику је радио Борислав Боцо Томашевић, док су текстове писали Драган Петровић и Мићо Дрпа.
Снимио је неколико студијских телевизијских музичких спотова.

### Естрадни наступи
Драган Петровић је био гост у емисији С песмом у завичај (као Драган са Баније), коју је водио Неђо Костић, а снимана је за Телевизију Мост из Новог Сада. Учествовао је (као Драган Петровић) и у емисији Сврати у завичај, чији водитељ је такође Неђо Костић, као и у емисији Мелодија вам предтавља, а које се емитују на Телевизији Дуга плус.
Наступа самостално или са музичким саставом, на различитим приредбама и манифестацијама.

### Хитови
- Глина тече (2021)
- Глинска предиона (2021)
- Мала са Баније (2021)

### Манифестације
- 1980-те. Црквено-народни збор у Влаховићу, код Глине.[6]

## Приватни живот
Са породицом живи у Сремској Митровици.